# STU48のSU!
『STU48のSU!』（エスティーユーフォーエイトのス!）は、2017年5月23日から7月18日までテレビ新広島で毎週火曜22:54 - 23:00 （日本標準時）に放送されていたバラエティ番組である。

## 概要
2017年に活動を開始したSTU48の初の冠番組。1期生メンバー31人の中から広島地区のオーディションを通過した9名を一人ずつ紹介し、秘蔵のオーディション映像から個性あふれる素顔まで届けていた。

## 出演者
- STU48

## 放送日程
- 第1回 2017年5月23日 田中皓子
- 第2回 2017年5月30日 土路生優里
- 第3回 2017年6月6日 今村美月
- 第4回 2017年6月13日 甲斐心愛
- 第5回 2017年6月20日 瀧野由美子
- 第6回 2017年6月27日 石田千穂
- 第7回 2017年7月4日 峯吉愛梨沙
- 第8回 2017年7月11日 矢野帆夏
- 最終回 2017年7月18日 新谷野々花